# Maria Paudler
Maria Therese Paudler (20. června 1903 Podmokly – 17. srpna 1990 Mnichov) byla německá herečka.

## Život
Její otec byl architekt. Zpočátku navštěvovala řemeslnou a šicí školu. Na konci první světové války odešla na doporučení herce Wilhelma Klitsche na hereckou průpravu na akademii v Praze.
V Ústí nad Labem získala tehdy sedmnáctiletá dívka svou první roli, a to jako Gretchen v Gotheově Faustovi, v roce 1921. Poté hrála ve Státním divadle v Praze. V roce 1923 ji Leopold Jessner přivedl do berlínského Pruského státního divadla jako partnerku Alexandra Moissiho. Od roku 1926 se po dobu čtyř let pravidelně objevovala ve filmech.
V roce 1930 získala angažmá mimo jiné v Berliner Schauspielhaus a Volksbühne, dále ve Vídeňském divadle v Josefstadtu a v Deutsches Theater v Mnichově. Ve filmech byla zastoupena jen sporadicky, většinou jen ve vedlejších rolích.
V letech 1945 až 1948 byla herečkou a režisérkou v Drážďanech. V letech 1949 až 1951 si po vážné autonehodě musela dát pauzu, protože hrozilo oslepnutí. V roce 1950 odešla do Hamburku. Občas provozovala vlastní zájezdové divadlo. V pozdějších letech byla často viděna v televizních inscenacích jako v televizním krimiseriálu Komisař (německy Der Kommissar) a v roce 1985 v televizním krimiseriálu Policejní inspekce 1 (německy Polizeiinspektion 1) její poslední roli. V roce 1968 získala ocenění Bambi a v roce 1982 Zlatou filmovou stuhu za dlouholetou vynikající práci v německém filmu.
První manželství Marie Paudlerové bylo s hercem Georgem Czimagem, poté byla ve vztahu s hercem Harrym Liedtkem. Její syn, herec Norbert Skalden (1936-1981), pocházel z jejího druhého manželství s režisérem a hercem Kurtem Skaldenem (1895-1975).
V roce 1977 vydala Paudlerová své paměti: …auch Lachen will gelernt sein (česky ...smích se také musí naučit).
Pohřbena je na hřbitově v Perlacher Forst.

## Filmografie
- 1926: Der Jüngling aus der Konfektion
- 1926: Der Veilchenfresser
- 1926: Madame wünscht keine Kinder
- 1926: Man spielt nicht mit der Liebe
- 1927: Die Lorelei
- 1927: Wochenendzauber
- 1927: Das gefährliche Alter
- 1927: Der Bettelstudent
- 1927: Orientexpress
- 1927: Die indiskrete Frau
- 1927: Die weiße Spinne
- 1927: Kleinstadtsünder
- 1927: Mein Freund Harry
- 1928: Der Raub der Sabinerinnen
- 1928: Ein Mädel mit Temperament
- 1928: Dragonerliebchen
- 1928: Majestät schneidet Bubiköpfe
- 1928: Heiratsfieber
- 1928: Das letzte Fort
- 1929: Die fidele Herrenpartie
- 1929: Liebe im Schnee
- 1929: Das närrische Glück
- 1930: Ehestreik
- 1930: Oh Mädchen, mein Mädchen, wie lieb ich Dich
- 1930: Die große Sehnsucht
- 1930: Der Korvettenkapitän
- 1930: Zwei Welten
- 1931: Einer Frau muß man alles verzeih’n
- 1931: Der falsche Ehemann
- 1931: Solang’ noch ein Walzer von Strauß erklingt
- 1931: Strohwitwer
- 1933: Wenn am Sonntagabend die Dorfmusik spielt
- 1934: Der junge Baron Neuhaus
- 1936: Unsterbliche Melodien
- 1936: Junges Blut
- 1938: Das Verlegenheitskind
- 1938: Ein Mädchen geht an Land
- 1941: Ehe man Ehemann wird
- 1951: Professor Nachtfalter
- 1952: Einmal am Rhein
- 1953: Keine Angst vor großen Tieren
- 1954: Keine Angst vor Schwiegermüttern
- 1954: Eine Liebesgeschichte
- 1957: Ferien auf Immenhof
- 1958: Grabenplatz 17
- 1970: Miss Molly Mill (Fernsehserie, Folge: Bombenshow)
- 1984: Polizeiinspektion 1 (Fernsehserie, Folge: Zwei Furchen auf dem Sonnenberg)